# Secret Service (band)
Secret Service was een Zweedse muziekgroep van het genre synthpop, actief van 1979 tot 1987. De groep staat bekend om het nummer "Flash in the Night" uit 1981.

## Geschiedenis
De groep werd in 1979 gevormd in de Zweedse hoofdstad Stockholm. Oprichter Ola Håkansson was tevens de zanger. Håkansson was in de jaren 60 zanger van de naar hem vernoemde groep Ola & the Janglers. Met deze groep bracht Håkansson garage rock. Secret Service maakte duchtig gebruik van de synthesizer, bij vlagen een futuristische Star Wars-achtige sfeer uitlokkend. 
Ola Håkansson (zang), Tim Norell (toetsen) en Ulf Wahlberg (toetsen) namen in 1979 onder de bandnaam Ola+3 deel aan een liedjesconcours in Zweden genaamd Melodifestivalen. Wie dat programma in Zweden wint, mag voor het land naar het Eurovisiesongfestival. Ze wonnen echter niet. Het trio ging daarna verder als Secret Service. Tonny Lindberg (gitaar) en Leif Johansson (drums) vervoegden toen de band. Hun eerste album "Oh Susie" was meteen een schot in de roos in eigen land. Het album bevatte onder meer de hit "Ten O'Clock Postman". 
In 1981 scoorde Secret Service hun grootste hit in Europa met het nummer "Flash in the Night". Het nummer "Flash in the Night" is verschenen op "Cutting Corners", hun derde studioalbum uit 1982. In Vlaanderen haalde Secret Service met "Flash in the Night" de 17de plaats in de Ultratop 50. In Nederland werd men echter beduidend minder warm van het nummer. Het stond slechts zes weken in de Tipparade. Even na het uitbrengen van hun zesde en laatste studioalbum, "Aux Deux Magots", trok de groep er de stekker uit. 

## Albums
- 1979: Oh Susie
- 1981: Ye Si Ca
- 1982: Cutting Corners
- 1984: Jupiter Sign
- 1985: When the Night Closes In
- 1987: Aux Deux Magots